# Табулга (станция)
Табулга — железнодорожная станция Омского отделения Западно-Сибирской железной дороги, расположенная на Кулундинской ветке Транссиба в посёлке Табулга Новосибирской области.
Хотя станция физически расположена в Новосибирской области, она, как и все станции Кулундинской ветки от Татарской (искл.) до Карасука (вкл.), относится к Омскому отделению Западно-Сибирской железной дороги.

## История
Открыта в 1917 году одновременно с пуском движения по Кулундинской ветке до Карасука.
Получила название, как и пристанционный посёлок, от татарского слова «табелган» — разбросанные озёра.

## Пассажирское движение
Вокзал
Новое здание вокзала станции построено в 2004 году. Его особенностью является то, что пост электрической централизации (ЭЦ) размещён прямо в вокзальном здании — обычно под эти цели выделялся специальный утеплённый контейнер. Данное обстоятельство стало возможным благодаря комплексной реконструкции станции, проводившейся под руководством Карасукской дистанции пути.
Местное сообщение
Местное сообщение с Карасуком и Татарской ранее осуществлялось поездом № 965/966Н Карасук 1 — Татарская, отменённым из-за низкого пассажиропотока.
Дальнее сообщение
По состоянию на 2017 год на станции имеют остановку три пары пассажирских поездов:.
| № поезда | Маршрут движения      | № поезда | Маршрут движения      |
| -------- | --------------------- | -------- | --------------------- |
| 95       | Барнаул — Москва      | 96       | Москва — Барнаул      |
| 135      | Барнаул — Москва      | 136      | Москва — Барнаул      |
| 627      | Кулунда — Новосибирск | 628      | Новосибирск — Кулунда |

## Грузовая работа
По объёму выполняемой работы станция отнесена к 5 классу, открыта для грузовой работы по параграфу 3.